# Моцецей (комуна)
Моцецей (рум. Moțăței) — комуна у повіті Долж в Румунії. До складу комуни входять такі села (дані про населення за 2002 рік):
- Добрідор (941 особа)
- Моцецей-Гаре (950 осіб)
- Моцецей (6352 особи)

Комуна розташована на відстані 233 км на захід від Бухареста, 55 км на південний захід від Крайови.

## Населення
За даними перепису населення 2002 року у комуні проживали 8243 особи. Усі жителі комуни рідною мовою назвали румунську.
Національний склад населення комуни:
| Національність | Кількість осіб | Відсоток |
| -------------- | -------------- | -------- |
| румуни         | 8240           | > 99,9%  |
| цигани         | 3              | < 0,1%   |

Склад населення комуни за віросповіданням:
| Релігія       | Кількість осіб | Відсоток |
| ------------- | -------------- | -------- |
| православні   | 7978           | 96,8%    |
| адвентисти    | 182            | 2,2%     |
| п'ятдесятники | 69             | 0,8%     |
| бретрени      | 12             | 0,1%     |
| римо-католики | 1              | < 0,1%   |
| реформати     | 1              | < 0,1%   |